# Национальный музей спорта (Франция)
Национальный музей спорта (фр. Musée National du sport) — музей в Ницце (Франция).

## История музея
Юридически музей спорта существует с 1963 года. Он был создан по инициативе Мориса Эрцога, Жоржа Анри Ривьер и Жана Дюрри. Долгое время он выполнял только сохранную функцию, не имея возможности принимать посетителей.
В 1979 году музей открылся в Париже, на стадионе Парк де Пренс. В 1988—1998 годах он был открыт для посещения, но сразу же после Чемпионата мира по футболу вновь закрыл свои двери для публики.
В июне 2008 года музей открылся по новому адресу — 93 avenue de France, 75013 Paris.
Наконец, в 2010 году было принято решение о переносе музея в Ниццу. В 2014 году он открылся на стадионе «Альянц Ривьера».

## Практическая информация
Часы работы:
- с мая по сентябрь: с 10:00 до 18:00
- с октября по апрель: 11:00 до 17:00

Закрыт по понедельникам.